# جنگ داخلی بیزانس ۱۳۴۱–۱۳۴۷
جنگ داخلی بیزانس ۱۳۴۱–۱۳۴۷، که بعضی مواقع با نام جنگ داخلی دوم پالایولوگ نیز از آن یاد می‌شود، نبردی بود که پس از درگذشت آندرونیکوس سوم پالیولوگوس بر سر سرپرستی پسر ۹ ساله‌اش در امپراتوری بیزانس و وارث، جان پنجم پالایولگوس درگرفت. از یک سو، جان ششم کانتاکوزنوس، وزیر ارشد آندرونیکوس سوم، و از سوی دیگر، نایب السلطنه‌ای به ریاست امپراتور آنا از ساووی، پدرسالار قسطنطنیه جان چهاردهم کالکاس، و آلکسیوس آپوکائوکوس ، پدرسالار قسطنطنیه، قرار داشت. جامعه بیزانسی با این جنگ به دو قطب مختلف تقسیم شد، از کانتاکوزنوس طبقه اشراف حمایت می‌کردند و طبقات پایین و متوسط از سلطنت. با شدت پایین‌تری، این نبرد رنگ و بوی مذهبی پیدا کرد. بیزانس در مناقشه هسیخاست درگیر بود و پیروی از آموزه عرفانی هسیکاسم بیش‌تر با حمایت از کانتاکوزنوس برابری می‌کرد.
پس از مرگ آندرونیکس در ژوئن ۱۳۴۱، کانتاکوزنوس به عنوان دستیار اصلی و دوست نزدیک امپراتور آندرونیکوس سوم، نایب‌السلطنه جان پنجم خردسال گردید. این در حالی است که کانتاکوزنوس در سپتامبر همان سال در قسطنطنیه غایب بود، یک کودتا به رهبری الکسیوس آپوکائوکوس و پاتریارک جان چهاردهم حمایت ملکه آنا را کسب کرد و سلطنت جدیدی را ایجاد کرد. در جواب آن، ارتش و حامیان کانتاکوزنوس او را در ماه اکتبر به عنوان امپراتور مشترک معرفی کردند و شکاف بین او و سلطنت جدید را بیش‌تر کرد. این دو دسته‌گی سپس به یک نبرد مسلحانه تغییر پیدا کرد.
در نخستین سال‌های جنگ، نیروهای رژیم برتری داشتند. با وجود چندین قیام ضد اشرافی، به ویژه قیام متعصبان در تسالونیکی، اکثر شهرهای تراکیه و مقدونیه زیر سلطهٔ سلطنت قرار گرفتند. با کمک استفان دوشان از صربستان و امور بیگ از آیدین، کانتاکوزنوس توانست این نتیجه را برعکس کند. تا سال ۱۳۴۵، علیرغم فرار دوشان از مخالفان و عقب‌نشینی امور، کانتاکوزنوس با کمک اورهان، حاکم امارت عثمانی، دست برتر را حفظ کرد. در ژوئن ۱۳۴۵ قتل مگاس دوکس آپوکائوس، مدیر ارشد منطقه، ضربه سختی به منطقه زد. کانتاکوزنوس در سال ۱۳۴۶ به‌طور رسمی به عنوان امپراتور در آدریانوپل تاج را بر سر گذاشت و در ۳ فوریه ۱۳۴۷ وارد قسطنطنیه شد. طبق توافقی که انجام شده بود، او باید ده سال به عنوان امپراتور ارشد و نایب السلطنه جان پنجم سلطنت می‌کرد تا زمانی که پسر به سن بلوغ می‌رسید و در کنار او حکومت می‌کرد. با وجود این پیروزی آشکار، از سرگیری مجدد جنگ داخلی جان ششم کانتاکوزنوس را مجبور کرد تا از سلطنت انصراف داده و در سال ۱۳۵۴ راهب شود.
عواقب جنگ در زمان طولانی برای امپراتوری خیلی سنگین بود. امپراتوری که در دوران آندرونیکوس سوم تا حدی ثبات را کسب کرده بود. هفت سال جنگ، حضور ارتش‌های غارتگر، آشفتگی‌های اجتماعی و ظهور مرگ سیاه، بیزانس را ویران کرد و آن را به یک وضعیت نابسامان رساند. این درگیری همچنین به دوشان اجازه داد آلبانی، اپیروس و بیشتر مقدونیه را فتح کند و در آنجا امپراتوری صربستان را ایجاد نماید. امپراتوری بلغارستان نیز سرزمینی در شمال رودخانه اوروس به کسب کرد.

## زمینه
در سال ۱۳۴۱، امپراتوری بیزانس در شرایط مناسبی قرار نداشت و با وجود بازگرداندن پایتخت امپراتوری به قسطنطنیه و بازیابی بخشی از قدرت گذشته آن توسط میشائیل هشتم پالیولوگوس (۱۲۵۹–۱۲۸۲)، سیاست‌های اعمال شده در دوران او. سلطنت منابع ایالت را به اتمام رسانده بود و قدرت امپراتوری در زمان جانشین او، آندرونیکوس دوم پالائولوگوس (ح. ۱۲۸۲–۱۳۲۸) کاهش یافت. در طول سلطنت طولانی آندرونیکوس، متصرفات باقی‌مانده بیزانس در آسیای صغیر به آرامی در اختیار ترک‌های در حال پیشروی، به ویژه امارت تازه تأسیس عثمانی، قرار گرفت. این امر سبب شد سیل پناهندگان به استان‌های اروپایی بیزانس اتفاق بیفتد، در حالی که در همان زمان شرکت کاتالان در قلمرو امپراتوری ویران کرد. مالیات‌ها نیز برای تأمین مالی خراج به دشمنان امپراتوری به شکل قابل ملاحظه‌ای زیاد شد. ترکیبی از این شکست‌ها و جاه طلبی‌های شخصی، نوه و وارث امپراتور، آندرونیکوس سوم پالیولوژیس جوان را به شورش تشویق نمود. آندرونیکوس سوم با شتیبانی تعدادی از اشراف جوان به رهبری جان کانتاکوزنوس و سیرگیانس پالیولوژیوس، پدربزرگش را پس از یک سری درگیری در دهه ۱۳۲۰ برکنار کرد. اگرچه در خلع کردن امپراتور قدیمی از قدرت توانست موفق عمل کند، ولی جنگ، آینده خوبی را به همراه نداشت، زیرا همسایگان امپراتوری - صرب‌ها، بلغارها، ترک‌ها، ژنوئی‌ها و ونیزی‌ها - از نبردهای داخلی بیزانس برای به دست آوردن قلمرو یا گسترش نفوذ خود در داخل کشور استفاده کردند.

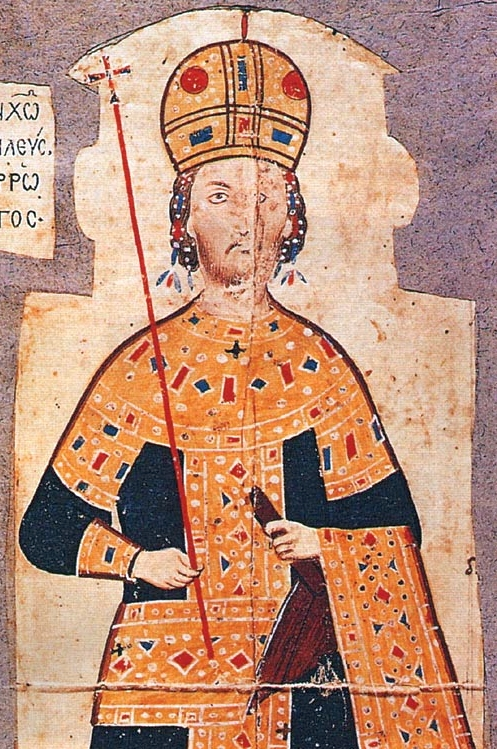
امپراتور آندرونیکوس سوم، که بر آخرین دوره بهبود دولت بیزانس نظارت داشت.

جان کانتاکوزنوس، تنها پسر فرماندار سابق سرزمین‌های بیزانسی در موریا، از طریق مادرش با Palaiologoi ارتباط داشت. او املاک وسیعی را در مقدونیه، تراکیه و تسالی به ارث برد و دوست دوران کودکی و نزدیکترین و مورد اعتمادترین مشاور آندرونیکس سوم شد. در طول سلطنت آندرونیکوس سوم (۱۳۲۸–۱۳۴۱)، جان کانتاکوزنوس به عنوان وزیر ارشد او عمل کرد و منصب مگاس دومستیکو، فرمانده کل ارتش بیزانس را بر عهده داشت. رابطه بین این دو همچنان نزدیک بود و در سال ۱۳۳۰، هنگامی که آندرونیکوس سوم (جان پنجم در سال ۱۳۳۲ به دنیا آمد) بیمار شد، اصرار کرد که کانتاکوزنوس پس از مرگش امپراتور یا نایب السلطنه اعلام شود. پیوندهای آنها در بهار ۱۳۴۱، زمانی که پسر ارشد دومی، متیو کانتاکوزنوس، با ایرنه پالایولوژینا، پسر عموی امپراتور ازدواج کرد، بیشتر تقویت شد.
بر خلاف آندرونیکوس دوم، که ارتش و نیروی دریایی بیزانس را منحل کرده بود، و طرفدار راهبان و روشنفکران بود، آندرونیکوس سوم فرمانروایی پرانرژی بود که شخصاً نیروهای خود را در لشکرکشی‌های نظامی رهبری می‌کرد. در سال ۱۳۲۹، اولین لشکرکشی او علیه عثمانی‌ها منجر به شکستی فاجعه‌بار در نبرد پلکانوس شد که پس از آن موقعیت بیزانس در بیتینیا به سرعت فروپاشید. سورتی پروازهای بعدی به بالکان با این وجود در تقویت قلمرو متزلزل آندرونیکوس موفق بود. تسالی و استبداد اپیروس، دو قلمرو که پس از جنگ صلیبی چهارم از امپراتوری جدا شده بودند، به ترتیب در سال‌های ۱۳۲۸ و ۱۳۳۷ تقریباً بدون خونریزی به حکومت امپراتوری بازگردانده شدند. آندرونیکوس سوم همچنین ناوگان متوسطی را بازسازی کرد که به او اجازه داد جزیره غنی و استراتژیک خیوس را از خانواده زاکاریا ژنوئی در سال ۱۳۲۹ پس بگیرد و همچنین ادعای وفاداری آندرئولو کاتانئو، فرماندار جنوای فوکیا در سرزمین اصلی آناتولی را بگیرد. اما در سال ۱۳۳۵، دومنیکو، پسر آندرئولو، جزیره لسبوس را با کمک جنوا تصرف کرد. امپراتور ناوگانی را برای بازیابی آن و فوکیا رهبری کرد و از امیران ترک ساروهان و آیدین درخواست کمک کرد. ساروهان نیروها و تدارکات فرستاد، اما امور بیگ حاکم آیدین شخصاً به ملاقات امپراتور آمد. در طول این برخورد بود که کانتاکوزنوس و اومور یک دوستی و اتحاد نزدیک طولانی مدت برقرار کردند.
جنگ با صربستان در سال‌های ۱۳۳۱ تا ۱۳۳۴ برای امپراتور موفقیت‌آمیز نبود، زیرا چندین شهر در مقدونیه به تصرف صرب‌ها به رهبری مرتد Syrgiannes Palaiologos درآمد. این دستاوردها تنها زمانی محدود شد که ترور Syrgiannes و تهدید حمله مجارستان، حاکم صرب، Stefan Dušan، را مجبور کرد که به دنبال یک راه حل از طریق مذاکره باشد. پیمان صلح بعدی که بین آندرونیکوس سوم و دوشان منعقد شد برای آینده روابط بیزانس و صربستان مهم بود. برای اولین بار، بیزانسی‌ها دستاوردهای گسترده‌ای را که صرب‌ها به هزینه امپراتوری در بالکان مرکزی در دوران سلطنت آندرونیکس دوم کسب کرده بودند، به رسمیت شناختند. پس از این پیمان، دوشان نیز صندلی خود و همراه با آن مرکز ثقل قلمرو خود را به سمت جنوب به پریلپ منتقل کرد.
اگرچه از دست دادن آسیای صغیر برگشت‌ناپذیر بود، موفقیت در اپیروس و تسالی منجر به تثبیت امپراتوری در سرزمین‌های یونانی زبان جنوب بالکان شد. آندرونیکوس سوم و کانتاکوزنوس لشکرکشی‌های بیشتری را برای بازپس‌گیری حکومت‌های لاتین در جنوب یونان برنامه‌ریزی کردند، پروژه‌ای که در درازمدت اهمیت زیادی داشت، زیرا همان‌طور که دونالد نیکول مورخ می‌نویسد، «اگر می‌توانست کل شبه جزیره یونان تحت حکومت بیزانس متحد شود، پس امپراتوری خواهد بود. یک بار دیگر ساختاری همگن خواهد بود که می‌تواند در مقابل صرب‌ها، ایتالیایی‌ها و دیگر دشمنانش بایستد. کوچک خواهد بود، اما یک واحد اقتصادی و اداری فشرده و قابل مدیریت خواهد بود که از کیپ ماتاپان تا تسالونیکی و قسطنطنیه ادامه.

## نایب‌نشینی کانتاکوزنوس: ژوئن تا سپتامبر ۱۳۴۱
پس از یک بیماری کوتاه، در شب ۱۴ تا ۱۵ ژوئن ۱۳۴۱ امپراتور آندرونیکوس سوم در سن ۴۵ سالگی درگذشت، احتمالاً به دلیل مالاریا مزمن. پسر نه ساله او جان (جان پنجم) جانشین آشکار او بود، اما او به‌طور رسمی به عنوان امپراتور مشترک معرفی یا تاجگذاری نشده بود. این یک خلاء قانونی ایجاد کرد و این سؤال را مطرح کرد که چه کسی حکومت امپراتوری را رهبری خواهد کرد.

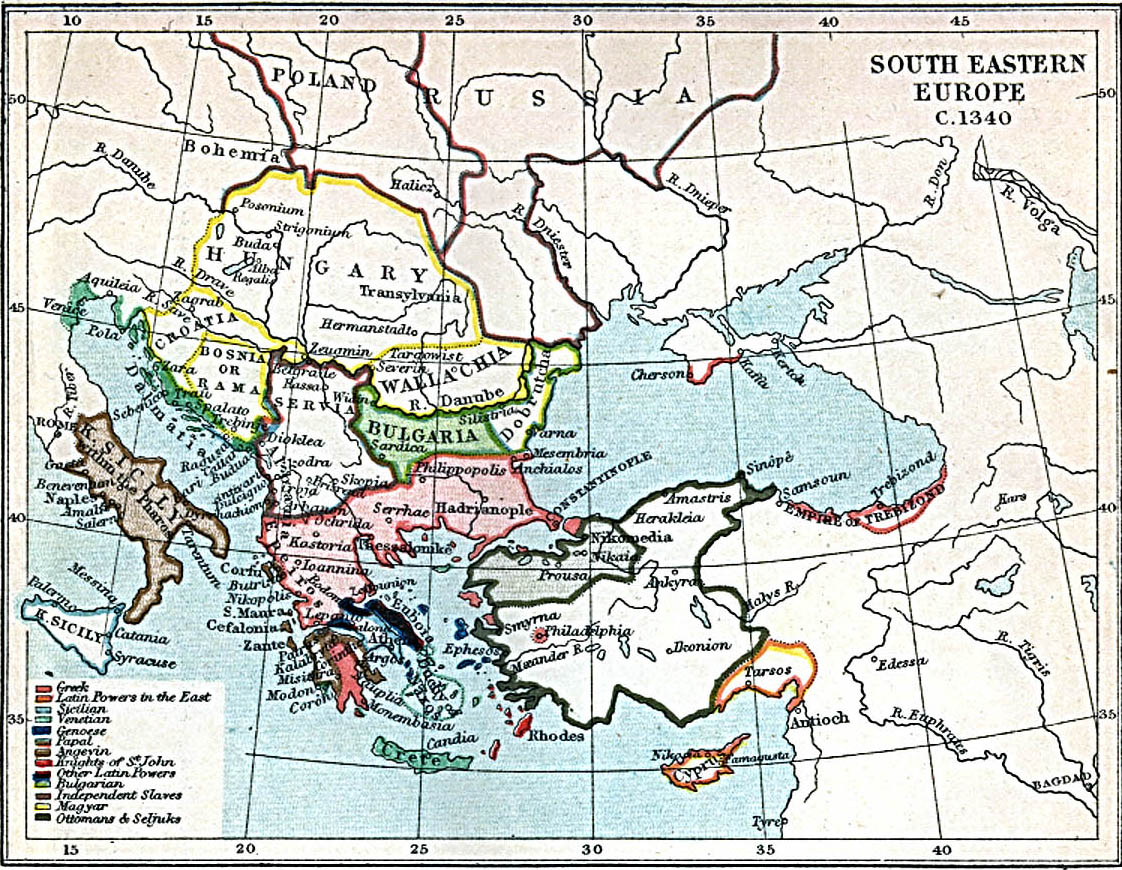
امپراتوری بیزانس و ایالات همسایه آن در سال ۱۳۴۰.

طبق رسوم بیزانسی، امپراتور-داور به‌طور خودکار ریاست هر منطقه ای را بر عهده داشت. با این وجود، علیرغم عدم انتصاب رسمی، کانتاکوزنوس پسران آندرونیکوس سوم و امپراتور آنا از ساووی را تحت نگهبانی مسلحانه در کاخ قرار داد و در جلسه ای از سنای بیزانس برای خود ادعای سلطنت و حکومت ایالت را کرد. از ارتباط نزدیک او با امپراتور فقید. او همچنین از جان پنجم خواست که با دختر خود هلنا کانتاکوزنه ازدواج کند. این ادعا توسط پاتریارک جان چهاردهم قسطنطنیه مورد مناقشه قرار گرفت که سندی از آندرونیکس مربوط به سال ۱۳۳۴ ارائه کرد و مراقبت از خانواده امپراتوری در مورد مرگ او را به او واگذار کرد. تنها پس از تظاهرات سربازان پایتخت در ۲۰ ژوئن، کانتاکوزنوس به عنوان نایب السلطنه به رسمیت شناخته شد و کنترل زمام حکومت را به دست آورد، و همچنین کنترل ارتش را به عنوان مگا دومستیکوها حفظ کرد.
با این وجود، مخالفت با کانتاکوزنوس حول سه شخصیت شروع شد: پاتریارک، مردی نیرومند که مصمم به داشتن صدایی در حکومت امپراتوری است، امپراتریس، نایب السلطنه، که می‌ترسید کانتاکوزنوس پسرش را خلع ید کند، و در آخر الکسیوس. آپوکائوکوس، مگا دوکس جاه طلب (فرمانده کل نیروی دریایی) و رئیس بوروکراسی. آپوکائوکوس که تا سال ۱۳۴۱ به عنوان " مرد جدید " به مقامی عالی به عنوان تحت الحمایه آندرونیکوس سوم ارتقاء یافت و احتمالاً ثروتمندترین مرد امپراتوری بود، مورد بی‌اعتمادی اشراف موروثی قرار گرفت. تنها گزارش‌های روایی باقی‌مانده از آن دوره، خاطرات کانتاکوزنوس و تاریخ نیکفوروس گرگوراس، با سوگیری طرفدار اشرافیت، تصویری بسیار منفی از این مرد ترسیم می‌کنند. طبق گفته کانتاکوزنوس، تبعیت آپوکائوکوس از اردوگاه پاتریارک ناشی از جاه طلبی او بود: آپوکائوکوس با تلاش برای متقاعد کردن کانتاکوزنوس به عنوان امپراتور به دنبال پیشرفت بیشتر بود. هنگامی که دومی امتناع کرد، آپوکائوکوس مخفیانه وفاداری خود را تغییر داد.
به نظر دونالد نیکول، اگر کانتاکوزنوس در قسطنطنیه باقی می‌ماند، ممکن بود اقتدار او محفوظ بماند. با این حال، به‌عنوان مگا دومستیکو و نایب السلطنه، او وظیفه داشت با دشمنان مختلف امپراتوری که می‌خواستند از مرگ آندرونیکوس استفاده کنند، برخورد کند. دوشان به مقدونیه حمله کرده بود، امیر ساروهان به سواحل تراکیا حمله کرد و تزار ایوان اسکندر بلغارستان تهدید به جنگ کرد. در ژوئیه کانتاکوزنوس پایتخت را در راس ارتش ترک کرد و کنترل دولت را به آپوکائوکوس واگذار کرد که همچنان به او معتقد بود. کمپین کانتاکوزنوس موفقیت‌آمیز بود. او دوشان را متقاعد کرد که عقب‌نشینی کند و مهاجمان ترک را دفع کرد، در حالی که ایوان اسکندر که توسط ناوگانی از امارت آیدین تهدید شده بود، پیمان صلح خود را با بیزانس تجدید کرد. برای تاج گذاری این موفقیت، کانتاکوزنوس سفارت بارون‌های لاتین شاهزاده آخه را در موریا دریافت کرد. آنها برای تسلیم کشور در ازای تضمین اموال و حقوق خود ابراز آمادگی کردند. همان‌طور که خود کانتاکوزنوس در خاطراتش متوجه شد، این یک فرصت منحصر به فرد بود، زیرا در صورت موفقیت، دوک نشین آتن تحت کنترل کاتالان‌ها باید از آن پیروی کند و کنترل بیزانس را بر یونان تثبیت کند.
در این هنگام کانتاکوزنوس خبرهای بدی از قسطنطنیه دریافت کرد. در اواخر اوت آپوکائوکوس کودتا کرد و سعی کرد جان V را ربود. پس از شکست، به خانه مستحکم خود در Epibatai گریخت، جایی که توسط سربازان محاصره شد. کانتاکوزنوس در اوایل سپتامبر به قسطنطنیه بازگشت و چند هفته در آنجا ماند و با امپراتور مشورت کرد. در راه بازگشت به تراکیه برای آماده شدن برای لشکرکشی به مورا، به اپی‌باتای رفت و در آنجا آپوکائوکوس را عفو کرد و او را به دفاتر سابق خود بازگرداند.

## شروع جنگ: پاییز ۱۳۴۱
خروج دوم کانتاکوزنوس خطای بزرگی بود. در پایتخت برگشت، دشمنانش در غیاب او حرکت کردند. آپوکائوکوس گروهی از اشراف رده بالا را دور خود جمع کرد، از جمله مردانی مانند دروانگاریوهای بزرگ جان گابالاس یا جورج چومنوس، که آنها را با اتحادهای ازدواج به خود گره زد. پاتریارک با حمایت گروه آپوکائوکوس و اقتدار امپراتور، کانتاکوزنوس را از سمت خود برکنار کرد و او را دشمن عمومی اعلام کرد. خود کالکاس به عنوان نایب السلطنه و آپوکائوس به نام اپارک قسطنطنیه معرفی شد. بستگان و هواداران کانتاکوزنوس به زندان افتادند یا مجبور به فرار از شهر شدند و اموال آنها مصادره شد. اگرچه همسر و فرزندان کانتاکوزنوس در مقر او در دموتیکا (Didymoteicho) در امان بودند، اما نایب السلطنه مادر او، تئودورا را در بازداشت خانگی قرار داد. محرومیت‌هایی که او در دوران زندان متحمل شد باعث مرگ نهایی او شد.

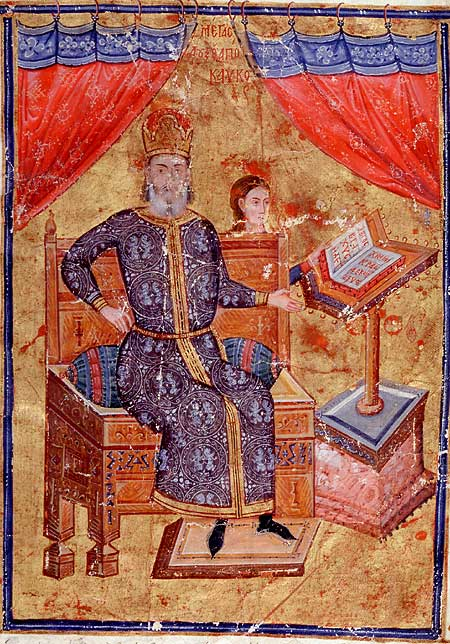
پرتره اهداکننده مگا دوکس الکسیوس آپوکائوکوس، یکی از رهبران سلطنت ضد کانتاکوزنوس.

هنگامی که اولین گروه از پارتیزان‌های او که از پایتخت گریختند به دموتیکا رسیدند، کانتاکوزنوس، به گفته خودش، سعی کرد با نایب السلطنه جدید مذاکره کند، اما رویکرد او رد شد. سرانجام در ۲۶ اکتبر ۱۳۴۱، ارتش (به گفته گریگوراس، ۲۰۰۰ سواره نظام و ۴۰۰۰ پیاده) و حامیانش که عمدتاً از اشراف زمین‌دار بودند، مجبور به انجام اقدامات قاطع شدند، کانتاکوزنوس را امپراتور اعلام کردند. اگرچه او هنوز رسماً خود را به‌عنوان همکار کوچکتر جان پنجم معرفی می‌کرد و ادعا می‌کرد که فقط به نام پسر بازی می‌کند، پس از ادعای خود بر تاج و تخت، او عملاً یک جنگ داخلی را آغاز کرده بود.  کانتاکوزنوس هنوز امیدوار بود که مذاکره بتواند وضعیت را حل کند، اما همه فرستادگان او زندانی شدند و او و حامیانش توسط پدرسالار جان چهاردهم تکفیر شدند. در ۱۹ نوامبر ۱۳۴۱، نایب السلطنه به اعلام کانتاکوزنوس به عنوان امپراتور با تاجگذاری رسمی جان پنجم پاسخ داد
واکنش به اعلامیه کانتاکوزنوس باعث شکافی در جامعه بیزانس شد، به طوری که بزرگ‌های ثروتمند و قدرتمند زمین‌دار (که به‌طور سنتی دیناتوی، «قدرت‌مندان» نامیده می‌شوند) که بر روستاها تسلط داشتند، به سرعت برای حمایت از او تجمع کردند، در حالی که مردم عادی. که غالباً در شرایط بد زندگی می‌کرد و تحت مالیات‌های ظالمانه رنج می‌برد، از امپراتور و پدرسالار حمایت می‌کرد. آپوکائوکوس به‌ویژه به سرعت از این تقسیم‌بندی بهره برد و با انتشار گسترده ثروت عظیم مصادره شده از خانه‌ها و املاک کانتاکوزنوس و حامیانش، تنفر عمومی را نسبت به اشراف برانگیخت. به قول دونالد نیکول، «مردم علیه او [کانتاکوزنوس] و هر چیزی که او به عنوان یک میلیونر و اشراف زمین‌دار از آن دفاع می‌کرد، بود. «کانتاکوزنیسم» فریاد جنگی آنها شد، شعار نارضایتی آنها.
بنابراین خطوط نبرد جنگ داخلی بین جناح‌های شهری و روستایی ترسیم شد. شهرها که تحت سلطه بوروکراسی مدنی طبقه متوسط و طبقه بازرگان ("مردم بازار") بودند، طرفدار اقتصاد تجاری تر و روابط نزدیک با جمهوری‌های دریایی ایتالیا بودند، در حالی که روستاها تحت کنترل اشراف زمینی محافظه کار باقی ماندند. که ثروت خود را از املاک خود به دست می‌آورد و به‌طور سنتی از فعالیت‌های تجاری و کارآفرینی دوری می‌کرد و آن را ناشایست به جایگاه خود می‌دانست. اقشار پایین اجتماعی تمایل به حمایت از جناح مسلط مربوطه، طبقات متوسط در شهرها و بزرگان زمین‌دار در روستاها داشتند.
قطبی شدن این ماهیت در امپراتوری بیزانس چیز جدیدی نبود. شواهدی از رقابت بین اشراف زمین‌دار و طبقات متوسط شهرنشین در عرصه‌های سیاسی، اقتصادی و اجتماعی از قرن یازدهم به اثبات رسیده‌است، اما گستردگی درگیری که در سال ۱۳۴۱ شعله‌ور شد بی‌سابقه بود. این تضاد طبقاتی در امپراتوری بیزانس ترابیزون نیز منعکس شد، جایی که یک جناح شهری طرفدار امپراتوری و طرفدار قسطنطنیه بین سال‌های ۱۳۴۰ و ۱۳۴۹ با اشراف زمین‌دار استانی مواجه شدند (ر.ک. جنگ داخلی ذوزنقه ای). گرایش‌های محافظه‌کارانه‌تر و ضدغربی‌تر اشراف، و پیوندهایشان با صومعه‌های سرسخت ارتدوکس و ضد کاتولیک، وابستگی فزاینده‌شان را به جنبش هزیکاسم عرفانی مورد حمایت گریگوری پالاماس، که دیدگاه‌هایش عمدتاً در شهرها مخالف بود، توضیح می‌دهد. اگرچه چندین استثنای مهم این موضوع را در میان محققان مدرن بازمی‌گذارد، اما در ذهن عامه معاصر (و در تاریخ‌نگاری سنتی)، معمولاً طرفداران «پالمیسم» و «کانتاکوزنیسم» برابری می‌کردند. پیروزی نهایی کانتاکوزنوس به معنای پیروزی هسیکاسم نیز بود که در سینود در قسطنطنیه در سال ۱۳۵۱ تأیید شد. هزیکاسم در نهایت به نشانه سنت کلیسای ارتدکس تبدیل شد، اگرچه توسط کاتولیک‌ها به عنوان یک بدعت رد شد. 
اولین تجلی این تقسیم اجتماعی در آدریانوپل ظاهر شد، جایی که در ۲۷ اکتبر، مردم اشراف شهر را بیرون کردند و آن را برای نایب السلطنه تضمین کردند. این رویداد طی هفته‌های بعد در شهر به شهر در سراسر تراکیه و مقدونیه تکرار شد، زیرا مردم حمایت خود را از سلطنت و علیه نیروهای منفور «کانتاکوزنیسم» اعلام کردند. در این فضای خصمانه، بسیاری از سربازان کانتاکوزنوس او را رها کردند و به قسطنطنیه بازگشتند. تنها در دموتیکا، قیام مردمی سرکوب شد و شهر در طول جنگ، سنگر اصلی کانتاکوزنوس در تراکیه باقی ماند.

## کانتاکوزنوس از دوشان کمک می‌خواهد: ۱۳۴۲
هنگامی که بارش برف سنگین در زمستان سال بعد کارزار را غیرممکن کرد، کانتاکوزنوس در عوض نمایندگانی از جمله سفارت راهبان از کوه آتوس به قسطنطنیه فرستاد. با این حال، آنها نیز توسط پدرسالار برکنار شدند. تا آن زمان، تقریباً تمام استان‌های بیزانس و فرمانداران آنها خود را به عنوان نایب السلطنه اعلام کرده بودند. فقط تئودور سینادنوس، یکی از همکاران قدیمی کانتاکوزنوس که فرماندار دومین شهر امپراتوری، تسالونیکی بود، حمایت خود را نشان داد. سینادینوس وفاداری خود به کانتاکوزنوس را از مردم شهر مخفی نگاه داشته بود و قصد داشت تسالونیکی را در تبانی با اشراف محلی تسلیم کند. بعلاوه، هرلیا، بزرگ صرب و حاکم عملاً مستقل استرومیکا و دره رودخانه استریمون، به نظر می‌رسید که به Kantakouzenos متمایل شده‌است. در نتیجه، به محض بهبود آب و هوا، در ۲ مارس ۱۳۴۲، کانتاکوزنوس همسرش ایرنه آسانینا، برادر همسرش مانوئل آسن و دخترانش را برای نگه داشتن دموتیکا رها کرد و با ارتش خود به سمت تسالونیکی به سمت غرب حرکت کرد. در راه، او ابتدا به Periteorion حمله کرد اما دفع شد و به سمت غرب ادامه داد. با این حال کانتاکوزنوس توانست قلعه ملنیک را تصرف کند و در آنجا با هرلیا ملاقات کرد تا اتحادی ایجاد کند. دو لشکر آنها به سمت تسالونیکی حرکت کردند، اما خیلی دیر رسیدند که کنترل را به دست گرفتند. هنگامی که آنها به شهر نزدیک شدند، با سینادنوس و دیگر اشراف، که پس از قیام به رهبری یک حزب مردمی رادیکال، Zealots، فرار کرده بودند، مواجه شدند. بلافاصله پس از آن ناوگانی متشکل از ۷۰ کشتی به رهبری آپوکائوکوس شهر را تقویت کردند. سینادنوس که خانواده‌اش در تسالونیکی باقی مانده بودند، به سلطنت پناهنده شد. پسر آپوکائوکوس، جان، به فرمانداری تسالونیکی منصوب شد، اگرچه قدرت مؤثر در اختیار زیلوت‌ها بود، که برای هفت سال آینده یک رژیم خودمختار را رهبری کردند که در تاریخ بیزانس بی نظیر بود.

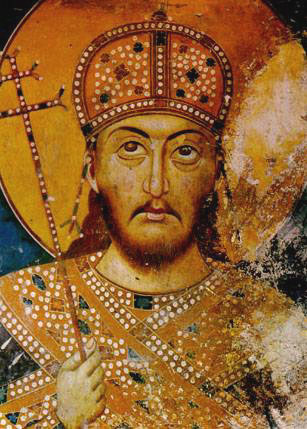
تزار صربستان استفان دوشان، که از جنگ داخلی بیزانس برای گسترش گسترده قلمرو خود بهره‌برداری کرد. سلطنت او نقطه اوج دولت صربستان در قرون وسطی است.

در همان زمان، ارتش نایب السلطنه به تراکیا لشکرکشی کرد و به‌طور رسمی شهرهایی را که با شورش مردمی امنیت داشتند، تصرف کرد. با ممنوعیت تسالونیکیا، خطوط تدارکاتی او به تراکیه قطع شد، و فرارهای سربازی که ارتش او را به ۲۰۰۰ نفر کاهش داد، که نیمی از آنها متعلق به هرلیا بودند، کانتاکوزنوس مجبور شد از شمال به صربستان عقب‌نشینی کند، جایی که امیدوار بود از کمک استفان دوشان برخوردار شود. اندکی پس از آن، هرلیا نیز Kantakouzenos را ترک کرد و به سلطنت پیوست، به این امید که کنترل ملنیک را برای خود به دست آورد. در جولای ۱۳۴۲، کانتاکوزنوس با دوشان در نزدیکی پریشتینا ملاقات کرد. حاکم صربستان در ابتدا تمایلی به تشکیل اتحاد نداشت. با این وجود، تحت فشار اشراف خود، به ویژه جوان الیور قدرتمند، او نمی‌توانست این فرصت منحصر به فرد را برای گسترش جنوب از دست بدهد. کانتاکوزنوس که شدیداً به کمک صرب‌ها نیاز داشت، ظاهراً موافقت کرد که صرب‌ها می‌توانند هر شهری را که تصرف می‌کنند، حفظ کنند، علی‌رغم اینکه بعداً او برعکس گزارش داد. به گفته نیکفوروس گرگوراس، صرب‌ها تمام مقدونیه را در غرب کریستوپلیس (کاوالا) به جز تسالونیکی و اطراف آن مدعی شدند. تنها امتیازی که کانتاکوزنوس به دست آورد این بود که برای شهرهایی که شخصاً به او تسلیم شدند استثنا قائل شد. برای امضای این پیمان، پسر کوچکتر کانتاکوزنوس، مانوئل، قرار بود با دختر جوان الیور ازدواج کند، اگرچه پس از اینکه دوشان بعداً اتحاد را شکست، این ازدواج انجام نشد. هرلیا نیز در ازای تسلیم ملنیک توسط پادگان کانتاکوزنوس به این پیمان پیوست. پس از مرگ هرلیا در همان سال، ملنیک توسط دوشان تصرف شد.
در اواخر تابستان ۱۳۴۲، کانتاکوزنوس، همراه با چند تن از بزرگان صرب، در رأس یک نیروی یونانی و صرب به مقدونیه لشکر کشید و قصد داشت به همسرش که هنوز در دموتیکا مقاومت می‌کرد، نفوذ کند. پیشروی او تقریباً بلافاصله قبل از سرس متوقف شد، زمانی که شهر از تسلیم شدن خودداری کرد، و محاصره بعدی پس از یک بیماری همه گیر که باعث کشته شدن بیشتر افرادش شد، متوقف شد و او مجبور شد با نیرویی متشکل از ۵۰۰ سرباز به صربستان عقب‌نشینی کند. دوشان مبارزات موازی موفق تری را رهبری کرد و وودنا (ادسا) را تصرف کرد. نیروهای صرب اندکی پس از آن فلورینا و کاستوریا را تصرف کردند و بدین وسیله کنترل خود را بر مقدونیه غربی گسترش دادند. صرب‌ها همچنین کنترل خود را بر آلبانی گسترش دادند، به طوری که در تابستان ۱۳۴۳، به استثنای Dyrrachium تحت کنترل آنژوین، به نظر می‌رسد که تمام منطقه تحت سلطه صرب‌ها قرار گرفته باشد. روحیه در میان پیروان کانتاکوزنوس به طرز چشمگیری کاهش یافت. شایعاتی در قسطنطنیه پخش شد مبنی بر اینکه کانتاکوزنوس افسرده قصد دارد به عنوان راهب به کوه آتوس بازنشسته شود و شورش‌هایی در شهر رخ داد که در آن چندین مرد ثروتمند کشته شدند و خانه‌های آنها توسط مردم غارت شد.
در اواخر پاییز، ملکه آنا دو بار سفارتخانه‌هایی را به دوشان فرستاد تا او را متقاعد کند که کانتاکوزنوس را تسلیم کند، اما حاکم صرب که به دنبال کسب سود بیشتر از اتحاد آنها بود، امتناع کرد. ثروت کانتاکوزنوس زمانی شروع به بهبود کرد که هیئتی از اشراف تسالی به او رسیدند و به او پیشنهاد پذیرش اختیار دادند. کانتاکوزنوس خویشاوند خود جان آنجلوس را به عنوان فرماندار استان منصوب کرد. اگر چه آنجلوس در واقع یک حاکم نیمه مستقل بود، اما هم وفادار و هم مؤثر بود. او به زودی اپیروس را - که در سال ۱۳۴۰ به نام آندرونیکوس سوم اداره می‌کرد - به اردوگاه کانتاکوزنیست‌ها آورد و حتی در تسالی به قیمت کاتالان‌های آتن دستاوردهایی به دست آورد. تلاش دیگری کانتاکوزنوس برای نفوذ از صربستان به مقدونیه قبل از سرس با شکست مواجه شد. در این بین، همسر کانتاکوزنوس، ایرن، از بلغارها برای کمک به رفع محاصره دموتیکا توسط ارتش نایب السلطنه کمک خواست. ایوان اسکندر نیروهایی را اعزام کرد، اما با وجود اینکه با نیروهای سلطنت درگیر شدند، هیچ تلاشی برای کمک به شهر نکردند، بلکه روستاها را غارت کردند.

## کانتاکوزنوس احیا شد: ۱۳۴۳–۱۳۴۵

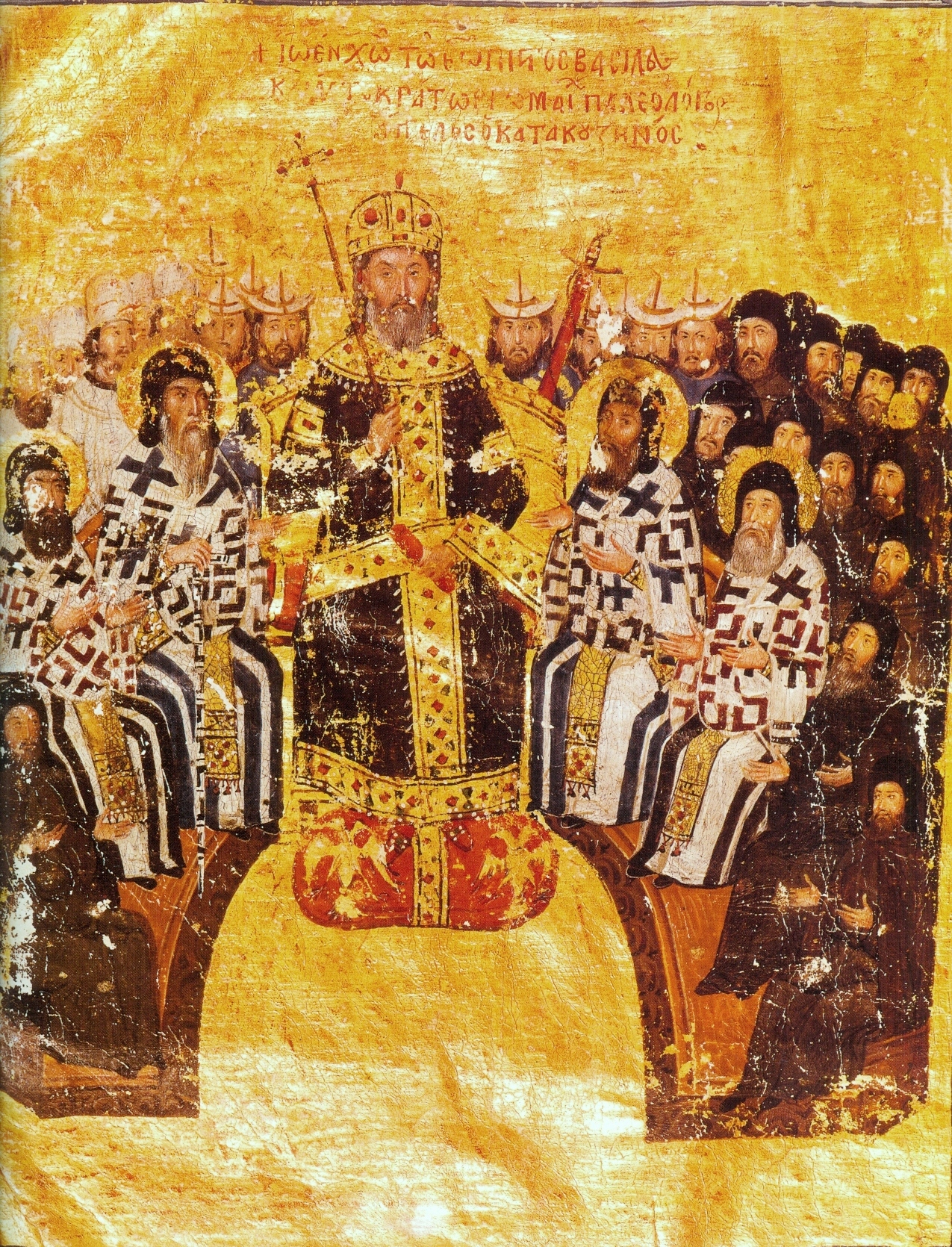
جان کانتاکوزنوس به عنوان امپراتور، ریاست یک مجمع عمومی

در این مرحله، موقعیت کانتاکوزنوس با مداخله دوست قدیمی‌اش، اومور بیگ، بسیار تقویت شد، که در اواخر سال ۱۳۴۲ یا اوایل سال ۱۳۴۳ با ناوگانی متشکل از ۳۰۰ کشتی و ۲۹۰۰۰ کشتی (طبق گفته کانتاکوزنوس) یا ۱۵۰۰۰ (براساس) در رودخانه اوروس حرکت کرد. به منابع ترکی) افراد مسلح و دموتیکا را هم از محاصره نیروهای سلطنت و هم از غارت بلغارها رهایی بخشید. پس از غارت تراکیه برای چند ماه، اومور در آغاز زمستان مجبور به عقب‌نشینی به آسیا شد که ترک‌ها به آن عادت نداشتند. این چرخش وقایع دوشان را ناراضی کرد، زیرا کانتاکوزنوس اکنون یک پایگاه قدرت مستقل داشت و کمتر به حسن نیت حاکم صرب متکی بود. شکاف نهایی بین کانتاکوزنوس و دوشان در آوریل ۱۳۴۳ رخ داد، زمانی که کانتاکوزنوس شهر برویا را که توسط صرب‌ها محاصره شده بود را متقاعد کرد که به جای دوشان تسلیم او شوند. به دنبال آن چندین قلعه دیگر در این منطقه به Kantakouzenos از جمله Servia و Platamon تسلیم شد. این حرکات موقعیت و استقلال کانتاکوزنوس را از دوشان تقویت کرد و در نتیجه برنامه‌های توسعه را خنثی کرد. دوشان با درک این که از ادامه حمایت از کانتاکوزنوس سود چندانی به دست نمی‌آورد، مذاکراتی را با نایب السلطنه آغاز کرد و در تابستان ۱۳۴۳ یک اتحاد رسمی با آنها منعقد کرد.
در همین حال، کانتاکوزنوس و ارتشش در خارج از تسالونیکی اردو زدند، به این امید که شهر را از طریق کمک هوادارانش در داخل دیوارها تصرف کنند. آپوکائوکوس در راس ناوگان بیزانسی برای کمک به زیلوت‌ها قرار گرفت و کانتاکوزنوس را در مقدونیه بین تسالونیکی و دارایی‌های دوشان قرار داد. بار دیگر اومور آیدین با ناوگانی حاوی حدود ۶۰۰۰ نفر به کمک کانتاکوزنوس آمد و در نتیجه آپوکائوکوس و کشتی‌هایش از نیروی دریایی برتر ترکیه گریختند. با این وجود، یک تسالونیکی تقویت شده توانست در برابر محاصره کانتاکوزنوس و اومور مقاومت کند. اگرچه او نتوانسته بود تسالونیکا را تصرف کند، اما حضور متحدان ترک او به کانتاکوزنوس اجازه داد تا توجه خود را به سمت تراکیه معطوف کند. در اواخر سال ۱۳۴۳ پسرش مانوئل را به عنوان فرماندار برویا و مقدونیه غربی رها کرد و به سمت دموتیکا حرکت کرد و شهر را آسوده کرد و برای اولین بار پس از دو سال همسرش را دید. در راه خود به Demotika, Kantakouzenos تعدادی قلعه در تراکیا را تصرف کرد، اگرچه محاصره دیگری از Peritheorion شکست خورد. او کمپین موفقیت‌آمیزی را دنبال کرد که کوموتینی و دیگر قلعه‌ها را در منطقه رودوپ گرفت. طی چند سال بعد، شهرها و قلعه‌های تراکیه یکی یکی به اردوگاه کانتاکوزنوس رسیدند، اما با هزینه‌های گزاف، زیرا سربازان عمدتاً ترک او مکرراً حومه شهر را غارت کردند. تغییر جزر و مد جنگ در اردوگاه مقابل بی تأثیر نبود. در اواخر سال ۱۳۴۴، چندین شخصیت برجسته به کانتاکوزنوس جدا شدند، از جمله جان واتاتزس، ژنرال و خویشاوند با پدرسالار و آپوکائوکوس، پدرسالار اورشلیم لازاروس، و مهم‌تر از همه، مانوئل آپوکائوکوس، پسر مگا دوکس و فرماندار آدریانوپل.

"The king [Dušan] was insatiable, revelling in the civil wars of the Romans and considering this time the most advantageous to him and the greatest gift of fortune. Wherefore he descended like a flame and was spreading over the Roman cities and land, continuously enslaving them on his way, since there was nothing that could resist his assaults."

نیکفورس گرگوراس، Roman History, II.746.
در همان زمان، اتحاد نایب السلطنه با دوشان به تنهایی برای حاکم صرب سود می‌برد، زیرا او اختیار داشت تا تمام مقدونیه و اپیروس را غارت و تصرف کند. تا پایان سال ۱۳۴۵، تنها تسالونیکی که در اختیار زیلوت‌ها بود، سرس و مناطق اطراف آن که به سلطنت وفادار بودند، همراه با برویا، که هنوز تحت فرمان مانوئل کانتاکوزنوس بود، خارج از کنترل صرب‌ها باقی ماندند.
این تحولات حکومت را با مشکلات قابل توجهی مواجه کرد. علیرغم مدیریت ماهرانه Apokaukos در امور مالی ایالت، ویرانی ناشی از جنگ‌های طولانی خزانه را خالی کرده بود. در اوت ۱۳۴۳، امپراتور آنا مجبور شد جواهرات تاج را برای ۳۰۰۰۰ دوکات به ونیز گرو بگذارد. علاوه بر این، ویرانی ترک‌ها در تراکیه به کمبود مواد غذایی در قسطنطنیه منجر شد. به امید کمک غرب، آنا به پاپ متوسل شد و قول داد که خود، جان پنجم، آپوکائوکوس و حتی پاتریارک را در برابر اقتدار او تسلیم کند و شروع به آزار و اذیت طرفداران کانتاکوزن و پالمیست‌های ضدغربی کرد.

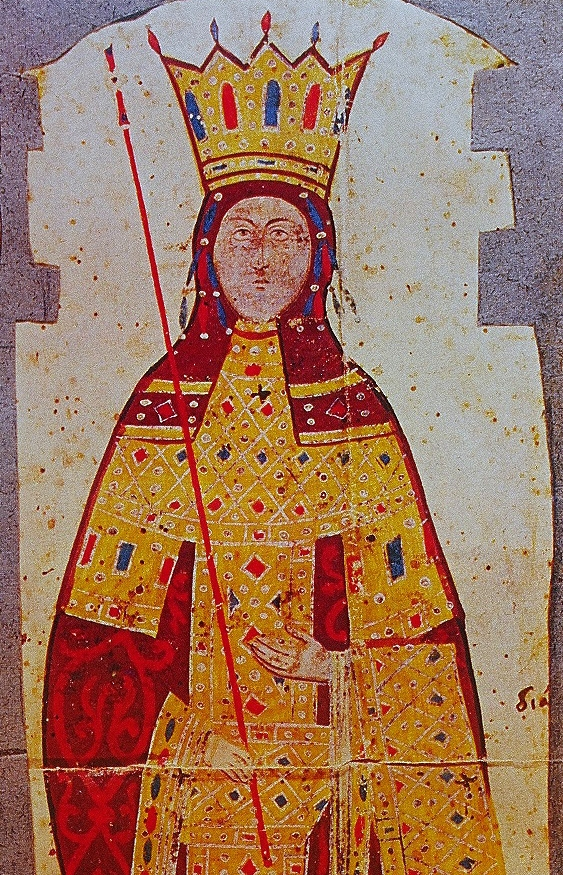
امپراتور آندرونیکوس سوم، آنا از ساوی

در سال ۱۳۴۴، نایب السلطنه اتحاد بیشتری با بلغارستان منعقد کرد که مستلزم تسلیم فیلیپوپولیس (پلودیو) و ۹ شهر دیگر در شمال تراکیه در امتداد رودخانه اوروس بود. با این وجود، ایوان الکساندر پس از اشغال آنها از اقدام مستقیم علیه نیروهای کانتاکوزنوس که در جنوب و شرق تراکیه فعالیت می‌کردند، خودداری کرد. در همان زمان، مومچیل، یک راهزن سابق که کانتاکوزنوس کنترل منطقه مروپ در کوه‌های رودوپ را به او سپرده بود، به نایب السلطنه تبدیل شد. در اوایل سال ۱۳۴۴، کانتاکوزنوس از امور و بخش اعظم ارتشش که برای دفع حمله لاتین به بندر اصلی او، اسمیرنا، به خانه رفته بودند، محروم شد. در راه خود، نیروهای ترک مورد حمله صرب‌ها به رهبری گریگوری پرلیوب قرار گرفتند، اما در نبرد استفانیانا پیروز شدند. با این وجود، کانتاکوزنوس توانست از حملات مشترک دوشان و آپوکاوکوس جلوگیری کند تا اینکه امور در بهار آینده در راس یک ارتش ۲۰۰۰۰ نفری به کمک او بازگشت. مردان.
کانتاکوزنوس و اومور به بلغارستان حمله کردند و سپس به مومچیل روی آوردند. دومی از خلاء قدرت در رودوپ، سرزمینی مؤثر بین صرب‌ها، بلغارها و بیزانسی‌ها، استفاده کرده بود تا خود را به‌عنوان یک شاهزاده شبه مستقل معرفی کند که توسط نیروی قابل توجهی از حدود ۵۰۰۰ نفر پشتیبانی می‌شد. در ۷ ژوئیه ۱۳۴۵، دو ارتش در Periteorion با هم درگیر شدند. لشکر ممچیل درهم شکست و خودش در میدان افتاد. اندکی پس از آن، دوشان به سرس رسید و شهر را محاصره کرد. با رد درخواست‌های کانتاکوزنوس برای عقب‌نشینی، درگیری اجتناب ناپذیر به نظر می‌رسید تا اینکه قتل الکسیوس آپوکائوکوس در قسطنطنیه باعث شد کانتاکوزنوس توجه خود را به آنجا معطوف کند.

## سالهای آخر جنگ: ۱۳۴۵–۱۳۴۷
در اوایل سال ۱۳۴۵، کانتاکوزنوس رهیبان فرانسیسکن را برای ارائه پیشنهاد مصالحه به نایب السلطنه فرستاد، اما این پیشنهاد رد شد. با وجود این نشان دادن اعتماد، موقعیت نایب السلطنه ناامن باقی ماند. فرارهای زمستان گذشته کنترل آنها بر پایتخت را تضعیف کرده بود و در پاسخ آپوکائوکوس مجموعه ای از ممنوعیت‌ها را به راه انداخت. وی همچنین دستور ساخت یک زندان جدید برای اسکان زندانیان سیاسی را صادر کرد. در ۱۱ ژوئن ۱۳۴۵، آپوکائوکوس در حالی که بدون همراهی محافظ خود مشغول بازرسی از زندان بود توسط زندانیان لینچ شد.

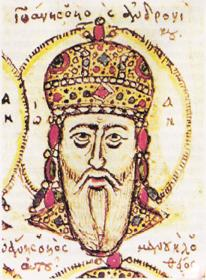
امپراتور جان پنجم پالیولوژیس. سلطنت او، از سال ۱۳۴۱ تا ۱۳۹۱، شاهد تجزیه نهایی امپراتوری بیزانس با جنگ‌های داخلی مکرر بود. جدای از درگیری بر سر قیمومیت او، او در سال‌های ۱۳۵۲–۱۳۵۷ برای برکناری کانتاکوزنوی از قدرت جنگی کرد و بعداً در حکومتش توسط پسرش آندرونیکوس چهارم در سال‌های ۱۳۷۶–۱۳۷۹ و توسط نوه‌اش جان هفتم در سال ۱۳۹۰ خلع شد.

وقتی کانتاکوزنوس این خبر را شنید، با تشویق هوادارانش به سمت قسطنطنیه لشکر کشید که انتظار داشتند مرگ آپوکائوکوس منجر به فروپاشی سلطنت شود. کانتاکوزنوس بیشتر بدبین بود و در واقع پدرسالار و امپراتور آنا به سرعت اوضاع را تحت کنترل درآوردند. در همان زمان، Kantakouzenos متحمل یک سری معکوس شد. اینها زمانی آغاز شد که جان آپوکائوکوس، فرماندار اسمی تسالونیکی، آشکارا وفاداری خود را با کانتاکوزنوس و برنامه‌هایش برای تسلیم شهر را اعلام کرد. او بلافاصله توسط زیلوت‌ها که دوباره قیام کردند و آپوکائوکوس و دیگر هواداران کانتاکوزنیست در شهر را کشتند، ناکام ماند. سپس جان واتاتز، که سال قبل به کانتاکوزنوس پناهنده شده بود، یک بار دیگر سمت خود را تغییر داد. او سعی کرد برخی از متحدان ترک کانتاکوزنوس و چند شهر تراکیا را با خود ببرد، اما بلافاصله پس از آن به قتل رسید. سرانجام، کانتاکوزنوس حمایت حیاتی‌ترین متحد خود، اومور آیدین را از دست داد، او با ارتش خود برای مقابله با صلیبیون در اسمیرنا را ترک کرد. کانتاکوزنوس با اتحاد خود با امیر ساروهان و مهم‌تر از آن اورهان از امیرنشین عثمانی در بیتینیا جایگزین او شد. 
در شهریور ۱۳۴۵ پس از محاصره طولانی، سرس به دست دوشان افتاد. فرمانروای صرب که در حال حاضر حدود نیمی از قلمرو بیزانسی قبل از ۱۳۴۱ را کنترل می‌کرد، با این موفقیت ترغیب شد تا ادعای خود را بر تاج و تخت بیزانس ارائه دهد. در نتیجه، در روز یکشنبه عید پاک، ۱۶ آوریل ۱۳۴۶، او تاج «امپراتور صرب‌ها و روم‌ها» را در اسکوپیه برگزید و بدین وسیله امپراتوری صربستان را تأسیس کرد. این پیشرفت باعث شد کانتاکوزنوس، که تنها در سال ۱۳۴۱ به عنوان امپراتور شناخته شده بود، در مراسمی که در ۲۱ مه در آدریانوپل به ریاست پدرسالار اورشلیم، لازاروس، برگزار شد، رسماً تاجگذاری کرد. لازاروس سپس مجمع اسقف‌ها را برای تکفیر پدرسالار قسطنطنیه، جان کالکاس، تشکیل داد. اندکی بعد، روابط کانتاکوزنوس با متحد جدیدش اورهان از طریق ازدواج دخترش تئودورا کانتاکوزنه با امیر عثمانی در مراسمی مفصل در سلیمبریا تثبیت شد.
برای سلطنت، وضعیت ناامید کننده شده بود. درخواست‌های امپراتور آنا برای کمک از قدرت‌های خارجی ناموفق بود، زیرا هم اورهان و هم بیلیک کاراسی درخواست‌های او را برای کمک رد کردند. تنها بالیک، حاکم دوبروجا، یک نیروی زبده متشکل از ۱۰۰۰ نفر را به فرماندهی برادرانش تئودور و دوبروتیتسا فرستاد، اما آنها توسط یک ارتش کانتاکوزنیست به رهبری جورج فاکراسس پیشتاز شکست خوردند . امارت ساروهان در تابستان ۱۳۴۶ نیروی قابل توجهی متشکل از ۶۰۰۰ نفر را پیشنهاد کرد، اما آنها به جای جنگ، تراکیا را غارت کردند و سپس برای پیوستن به ارتش کانتاکوزنوس فرار کردند. درآمد نایب السلطنه باقی ماند، جنواها یک بار دیگر دارایی‌های امپراتوری خیوس و فوکیا را تصرف کردند و در ۱۹ مه ۱۳۴۶، بخشی از کلیسای جامع ایاصوفیه فروریخت، که در چشم ساکنان پایتخت یک فال وحشتناک بود.
تا تابستان ۱۳۴۶، کانتاکوزنوس در آستانه پیروزی ایستاد. او تراکیه را تحت کنترل پسرش متی ترک کرد و به سلیمبریا، نزدیک قسطنطنیه رفت. او به پایتخت حمله نکرد، اما نزدیک به یک سال منتظر ماند تا شهر تسلیم شود. او در خاطراتش توضیح می‌دهد که نمی‌خواست ترک‌هایش را به شهر برگرداند، اگرچه معاصرانی مانند گرگوراس او را به بلاتکلیفی و طولانی‌کردن بی‌مورد جنگ متهم کردند.
با گذشت ماه‌ها و افزایش محرومیت‌ها در قسطنطنیه، جناح طرفدار کانتاکوزنوس در پایتخت رشد کرد، زیرا امپراتور حتی حاضر به مذاکره نشد. دو بار مأمور برای ترور کانتاکوزنوس فرستاده شد، اما موفق نشدند. امپراتور در نهایت با پاتریارک جان کالکاس درگیر شد که در ۲ فوریه ۱۳۴۷ در یک مجمع عمومی معزول شد. در همان شب، طرفداران کانتاکوزنوس دروازه طلایی را که استفاده نشده بود باز کردند و کانتاکوزنوس با ۱۰۰۰ مرد وارد شهر شد. صبح روز بعد که با مقاومت مواجه نشدند، سربازان او کاخ بلاکرنه، اقامتگاه امپراتوری را محاصره کردند، اما امپراتور برای چند روز از تسلیم شدن خودداری کرد، همچنان که از سرنوشتی که در انتظار او بود می‌ترسید. افراد کانتاکوزنوس بی تاب شدند و به بخشی از مجموعه کاخ هجوم بردند و جان پنجم مادرش را متقاعد کرد که توافقی را بپذیرد.

## حل و فصل صلح و سلطنت Kantakouzenos

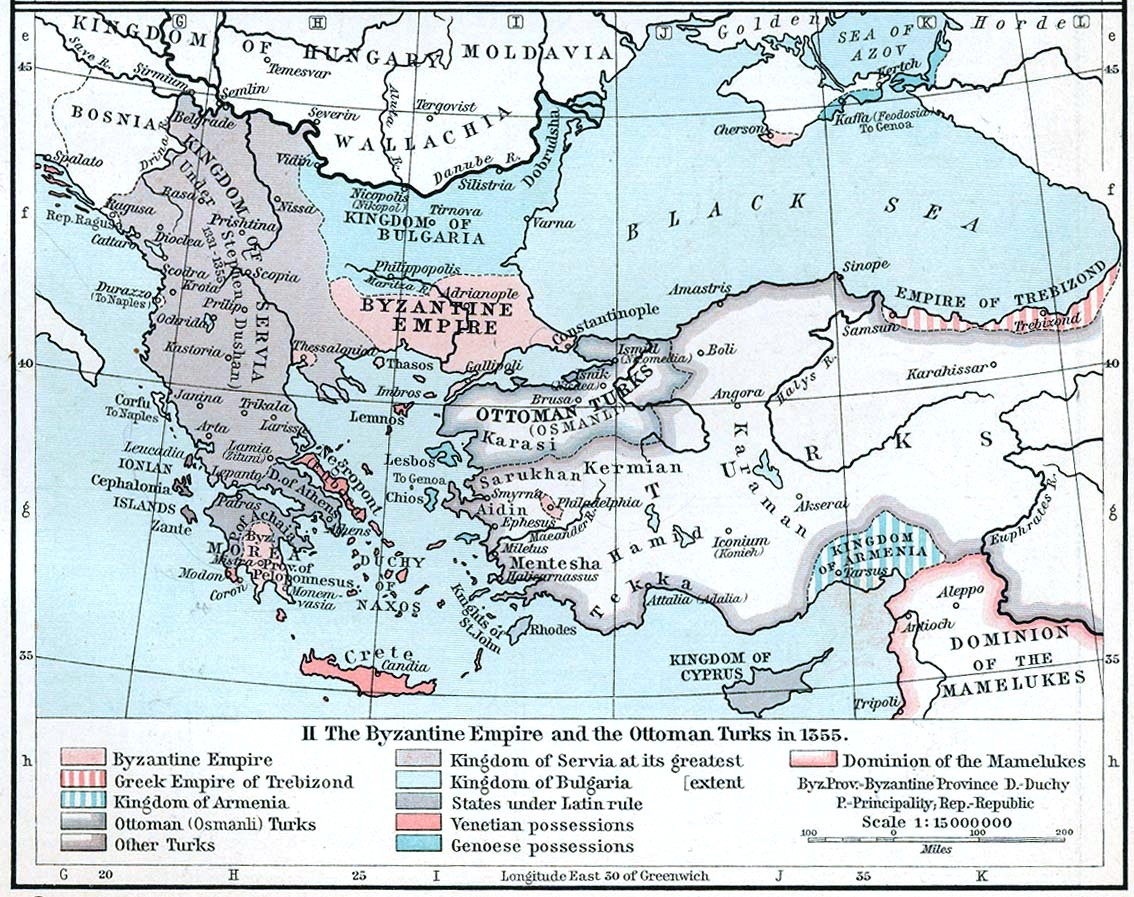
برجستگی امپراتوری بیزانس و همسایگان آن در سال ۱۳۵۵. اختلال در جنگ داخلی و مداخله کشورهای همسایه باعث تلفات گسترده سرزمینی، عمدتاً به صربستان دوشان شد که اندازه آن دو برابر شد.

در ۸ فوریه ۱۳۴۷، جنگ به‌طور رسمی با توافقنامه ای به پایان رسید که کانتاکوزنوس به مدت ده سال به عنوان امپراتور ارشد به پایان رسید و پس از آن او و جان پنجم به عنوان یکسان سلطنت می‌کردند. کانتاکوزنوس همچنین قول داد که هر کسی را که علیه او جنگیده‌است عفو کند. برای امضای این پیمان، جان پنجم با هلنا دختر کانتاکوزنوس ازدواج کرد و در ماه مه، کانتاکوزنوس بار دیگر در کلیسای مریم مقدس بلاکرنا تاجگذاری کرد. در پایان، همان‌طور که دونالد نیکول اظهار داشت، درگیری طولانی مدت بی‌معنی بود، با شرایطی که «می‌توانست پنج سال قبل توافق شود و امپراتوری را از تلخی، نفرت و ویرانی بسیار نجات دهد.»
علیرغم اعتدال و رأفتی که کانتاکوزنوس در این سکونتگاه نشان داد، مقبولیت جهانی پیدا نکرد. حامیان Palaiologoi هنوز به او بی‌اعتماد بودند، در حالی که پارتیزان‌های خود ترجیح می‌دادند که Palaiologoi را مستقیماً خلع کرده و Kantakouzenoi را به عنوان سلسله حاکم برپا کنند. پسر ارشد کانتاکوزنوس، متیو، نیز از اینکه به نفع جان پنجم به او واگذار شد، ناراضی بود و مجبور شد با ایجاد یک گروه نیمه خودمختار که بخش اعظم غرب تراکیه را پوشش می‌داد، آرام شود، که به عنوان یک راهپیمایی علیه صربستان دوشان دوچندان شد. از قلمروهای بیزانسی باقیمانده، تنها زیلوت‌ها در تسالونیکا، که اکنون یک منطقه منزوی محاصره شده توسط صرب‌ها هستند، حاضر به تصدیق ترتیبات جدید نشدند، در عوض، وجود مستقلی بالفعل داشتند تا اینکه کانتاکوزنوس آنها را در سال ۱۳۵۰ فتح کرد.
پس از سال ۱۳۴۷، جان ششم کانتاکوزنوس تلاش کرد تا امپراتوری را احیا کند، اما با موفقیت محدودی روبرو شد. دوشان و ژنرالش Preljub با کمک کاهش جمعیت ناشی از مرگ سیاه، دژهای مقدونی Kantakouzenos و همچنین Epirus و Thessaly را در ۱۳۴۷–۱۳۴۸ تصرف کردند و بدین وسیله فتح خود را بر سرزمین‌های بیزانس باقی مانده در سرزمین اصلی یونان تکمیل کردند. تلاش برای قطع وابستگی بیزانس برای غذا و تجارت دریایی به بازرگانان جنوای گالاتا منجر به جنگ بیزانس و جنوا شد که در سال ۱۳۵۲ با صلح سازش پایان یافت. در سال ۱۳۵۰، کانتاکوزنوس از مشغله دوشان در جنگ علیه بوسنی استفاده کرد تا تسالونیکیا و همچنین برویا، وودنا و دیگر شهرهای مقدونی را از دست صرب‌ها پس بگیرد، اما امپراتور صربستان به سرعت دستاوردهای بیزانس را معکوس کرد و تنها تسالونیکی را در دست بیزانس باقی گذاشت. .
رو به وخامت پیوسته روابط بین متیو کانتاکوزنوس، که اکنون بر تراکیه شرقی حکومت می‌کرد، و جان پنجم پالیولوژیوس، که قلمرو پیشین متی در غرب تراکیه را تصرف کرده بود، منجر به درگیری داخلی دیگری شد. جنگ علنی در سال ۱۳۵۲ آغاز شد، زمانی که جان پنجم با حمایت نیروهای ونیزی و ترک به متیو کانتاکوزنوس حمله کرد. جان کانتاکوزنوس با ۱۰۰۰۰ سرباز عثمانی به کمک پسرش آمد که شهرهای تراکیا را بازپس گرفتند و در این فرایند آزادانه آنها را غارت کردند. در اکتبر ۱۳۵۲، در دموتیکا، نیروهای عثمانی با ۴۰۰۰ صرب که توسط استفان دوشان به جان پنجم ارائه شده بود، برخورد کردند و آنها را شکست دادند. این اولین پیروزی عثمانی‌ها در اروپا و یک نشانه شوم بود. دو سال بعد، تصرف گالیپولی توسط عثمانی‌ها، آغاز فتح بالکان توسط عثمانی‌ها بود که یک قرن بعد در سقوط قسطنطنیه به اوج خود رسید. در همین حال، جان پنجم به جزیره تندوس گریخت و از آنجا تلاش ناموفقی برای تصرف قسطنطنیه در مارس ۱۳۵۳ انجام داد. جان ششم کانتاکوزنوس با تاجگذاری متی به عنوان امپراتور مشترک پاسخ داد، اما جان پنجم پالیولوژیس، با جلب حمایت جنواها و با تکیه بر کاهش محبوبیت کانتاکوزنوس، موفق شد در نوامبر ۱۳۵۴ وارد پایتخت شود. جان ششم از سلطنت کناره‌گیری کرد و به یک صومعه بازنشسته شد. متیو تا سال ۱۳۵۷ در تراکیه ایستادگی کرد، زمانی که او نیز از سلطنت کناره‌گیری کرد و جان پنجم پالیولوگوس را به عنوان تنها ارباب یک ایالت ناقص باقی گذاشت.

## عواقب
"Upon the death of the young Andronikos [III], the worst civil war that the Romans had ever known broke out. It was a war that led to almost total destruction, reducing the great Empire of the Romans to a feeble shadow of its former self."

Memoirs of John Kantakouzenos, Book III.
جنگ داخلی نقطه عطفی مهم در تاریخ امپراتوری بیزانس بود. به قول آنجلیکی لایو، بیزانسی، «بعد از پایان جنگ داخلی دوم، بیزانس فقط به نام یک امپراتوری بود»، در حالی که به گفته اوا دو وریس-وان در ولدن، نشان دهنده "نقطه گسست بین «انحطاط» و «سقوط» امپراتوری بیزانس».
تفرقه بیزانسی‌ها و اتکا به نیروهای خارجی، به ویژه صرب‌ها و ترک‌ها، توسعه طلبی دومی‌ها را تشویق می‌کرد. استفان دوشان به ویژه در بهره‌برداری از جنگ داخلی برای گسترش دولت خود به هزینه بیزانس ماهر بود.  جدای از تلفات بزرگ سرزمینی، درگیری طولانی مدت منابع دولت بیزانس را تمام کرد، زیرا «آنارشی در شهرها و ویرانی در حومه شهرها» به ارمغان آورد (آلیس-مری تالبوت). تراکیا، بزرگ‌ترین قلمرو همجوار باقی مانده در امپراتوری، دچار چنان ویرانی شد که همراه با قسطنطنیه، به غلات وارداتی از بلغارستان و کریمه وابسته شد.  تجارت متوقف شده بود، و خزانه داری، به قول گرگوراس، «هیچ چیز جز اتم‌های اپیکور» را در برنداشت. کانتاکوزنوس ثروت شخصی خود را تمام کرده بود و امپراتور آن امپراتوری را به شدت مدیون ونیزی‌ها گذاشته بود. جنگ همچنین منجر به فروپاشی اداره مرکزی امپراتوری در استان‌ها شد و باعث شد که کنترل حومه تراکیا به یک سیستم ارباب نشینی تبدیل شود که توسط بزرگان محلی اداره می‌شود. علیرغم ثروت قابل توجهی که داشتند، بزرگان از طریق معافیت یا فرار آشکار، موفق شدند از پرداخت مالیات به دولت امپراتوری اجتناب کنند. علاوه بر این، ورود مرگ سیاه در سال ۱۳۴۷ و شیوع مکرر آن باعث کاهش بیشتر مالیات و پایگاه استخدام امپراتوری شد و توانایی آن را برای معکوس کردن دستاوردهای سرزمینی صربستان محدود کرد.
همراه با تجدید جنگ داخلی در سال ۱۳۵۲، این عوامل هر شانسی را برای بهبودی حتی اندک مشابه آنچه در دوره آندرونیکوس سوم تجربه شد، از بین برد. پس از آن، بیزانس تحت تهدید تهدیدآمیز همسایگان قوی تر، ناتوان از پیگیری یک سیاست خارجی مستقل، ناتوان از کمبود منابع و درگیری‌های داخلی باقی ماند. با این وجود، از طریق ترکیبی از شرایط بیرونی اتفاقی و دیپلماسی ماهرانه، قرن دیگر زنده ماند تا سرانجام در سال ۱۴۵۳ توسط عثمانی‌ها فتح شد. تنها منطقه بیزانسی در موریا پر رونق بود که به دلیل انزوای نسبی از ویرانی‌های جنگ داخلی در امان ماند. انتصاب مانوئل کانتاکوزنوس به‌عنوان مستبد آن در سال ۱۳۴۹، منادی ایجاد استبداد نیمه مستقل موریا بود که آخرین شکوفایی اقتصادی و فرهنگی جهان بیزانس را قبل از سقوط به دست عثمانی‌ها در سال ۱۴۶۰ تجربه کرد.